# روكا سانتو ستيفانو
روكا سانتو ستيفانو؛ هي بلدية (بلدية) في مدينة روما الحضرية في منطقة لاتيوم الإيطالية، وتقع على بعد حوالي 45 كيلومترًا (28 ميلًا) شرق روما.
تقع روكا سانتو ستيفانو على حدود البلديات التالية: أفيلي وبيليغرا وكانتيرانو وجيرانو وسوبياكو.